# Демидово (Вашкинский район)
Демидово — деревня в Вашкинском районе Вологодской области.
Входит в состав Киснемского сельского поселения, с точки зрения административно-территориального деления — в Киснемский сельсовет.
Расстояние по автодороге до районного центра Липина Бора — 25 км, до центра муниципального образования села Троицкое — 2 км. Ближайшие населённые пункты — Волково, Гаврилово-2, Данькино, Киуй, Конютино, Коптево, Троицкое.
По переписи 2002 года население — 4 человека.